# St. Martin (Trier)

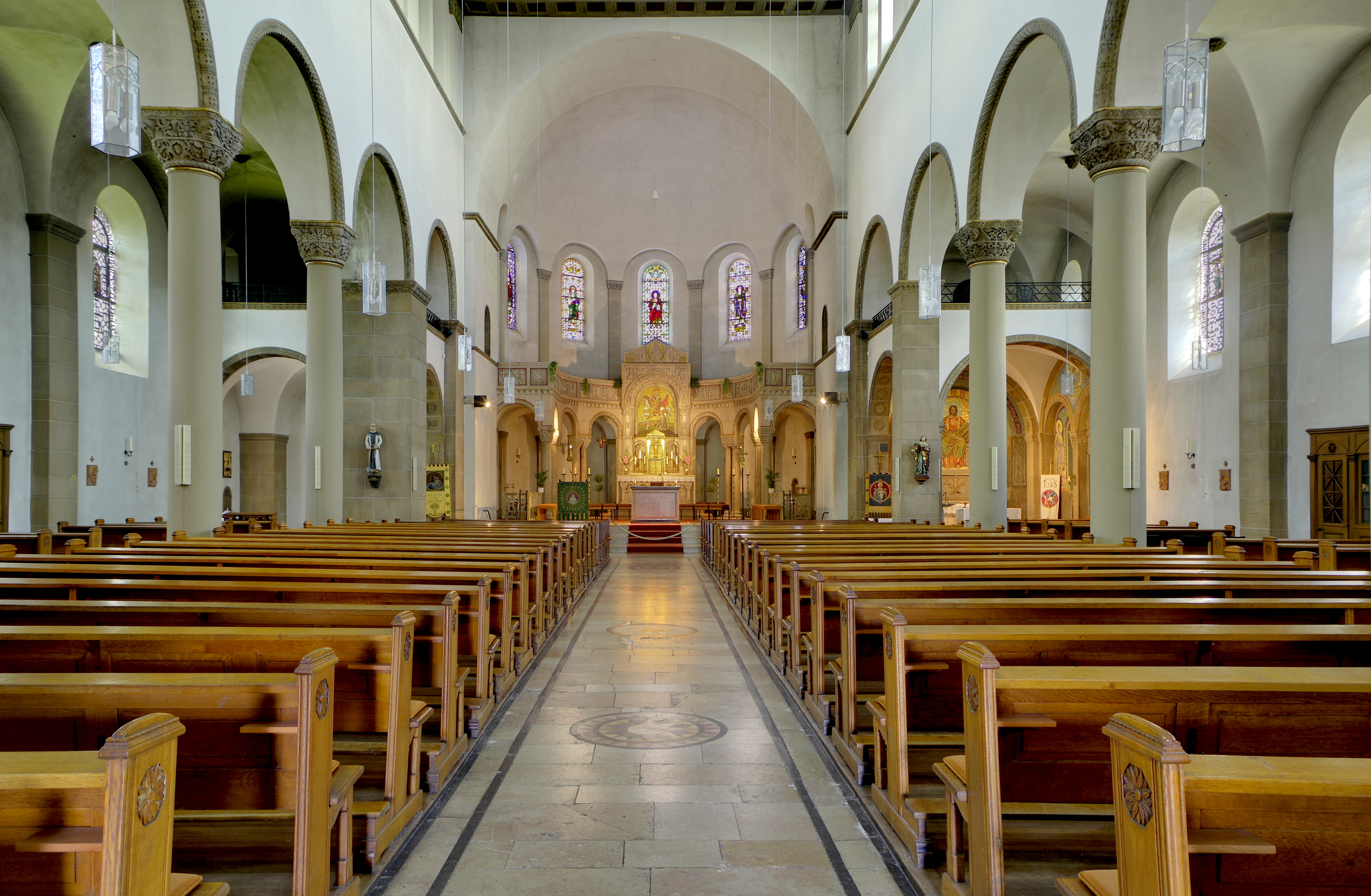
Innenraum

Koordinaten: 49° 45′ 51,5″ N, 6° 38′ 38,5″ O

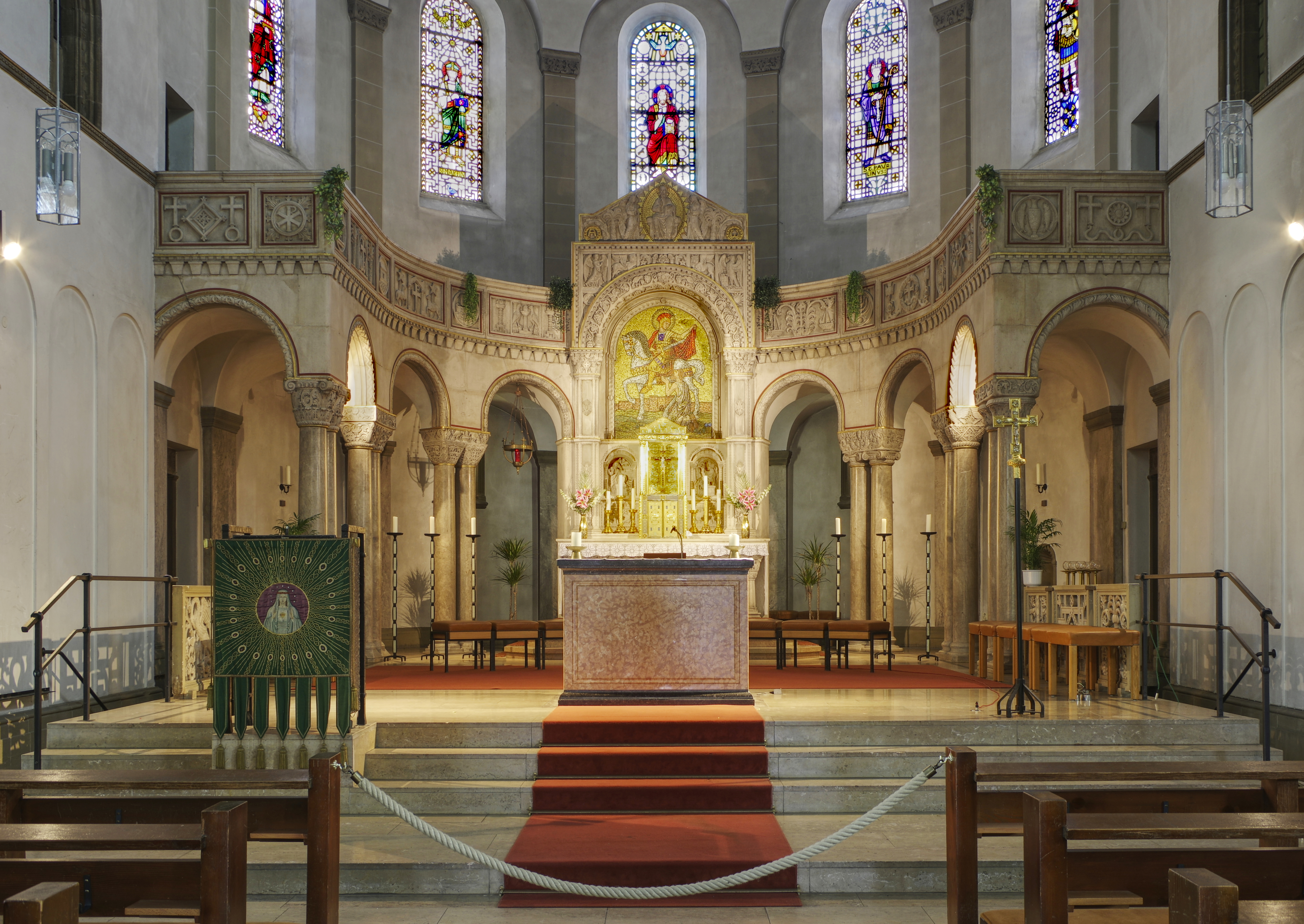
Altarraum

Die Kirche St. Martin ist eine römisch-katholische Pfarrkirche in Trier (Rheinland-Pfalz).

## Geschichte
Seit dem frühen 19. Jahrhundert gehörten die vornehmlich von Schiffern und Tagelöhnern bewohnten Trierer Vororte Zurlauben und das sogenannte Maarviertel zur Pfarrei St. Paulin. Da die Bevölkerung dieser Gebiete seit dem Ende des 19. Jahrhunderts wuchs und man mit einer Bebauung der weitgehend noch als Gärten genutzten Umgebung rechnete, entschloss man sich zum Bau einer eigenen Pfarrkirche für die beiden Orte. Das 1912 bis 1915 nach den Plänen des Trierer Architekten Peter Marx errichtete Gebäude wurde als dreischiffige Basilika in neuromanischen Formen ausgeführt. Zum Bauensemble gehören auch das danebenliegende Pfarrhaus, Pfarrsaal und -Bibliothek.
Durch das Vermächtnis des Pauliner Pfarrers Friedrich von Kloschinsky (1827–1908) standen erhebliche finanzielle Mittel zur Verfügung, so dass die Kirche mit qualitätvoller Bauplastik von Willy Meller aus Köln und Gustav Sobry aus Trier versehen werden konnte. Auch die Ausstattung und die Fenster der Kirche wurden als aufwendige Einzelanfertigungen nach Entwürfen des Architekten und seines Mitarbeiters Peter Gracher hergestellt. 
Durch den Ersten Weltkrieg kam die geplante Ausmalung nicht mehr zustande. 1925 wurde ein neues vierteiliges Geläut von der Glockengießerei Mabilon aus Saarburg beschafft. Es gilt heute als Rarität, da im Bereich des Bistums Trier nur dieses und ein weiteres aus der Zeit zwischen den beiden Weltkriegen erhalten blieb. 1931 vervollständigte eine gleichfalls bis heute erhaltene Orgel von Klais die Ausstattung. 1970 wurde der Altarbereich im Sinne der Liturgiereform umgestaltet; die Planungen hierfür stammten von dem Trierer Architekten Günther Kleinjohann. Den neuen Zelebrationsaltar schuf der Bildhauer Theo Heiermann aus Sürth, die Konsekration des Altars fand am 15. November 1970 statt. An einigen Stücken der ursprünglichen Ausstattung (Bodenbeläge, Fenster, Kommunionbank) finden sich Swastika („Hakenkreuze“), die heute missverstanden werden könnten. Zur Zeit der Erbauung der Kirche waren sie jedoch noch nicht politisch konnotiert und wurden hier als schmückende frühchristliche Ornamente verwendet.
Durch die handwerklich hochwertige Ausstattung und den guten Erhaltungszustand gilt die Kirche als bedeutendes Beispiel späthistoristischer Architektur.

## Ausstattung
Im linken Seitenschiff befindet sich eine aus der früheren Nikolauskapelle in Zurlauben eine spätgotische Anna-Selbdritt-Gruppe, im rechten Seitenschiff eine ebenfalls von dort übernommene Schiffermadona. Am Ende des rechten Seitenschiffes befindet sich eine Herz-Jesu-Kapelle mit Mosaiken nach Entwürfen des Benediktinerbruders Notker Becker aus Maria Laach. Am Ende des linken Seitenschiffes befindet sich eine Taufkapelle. 

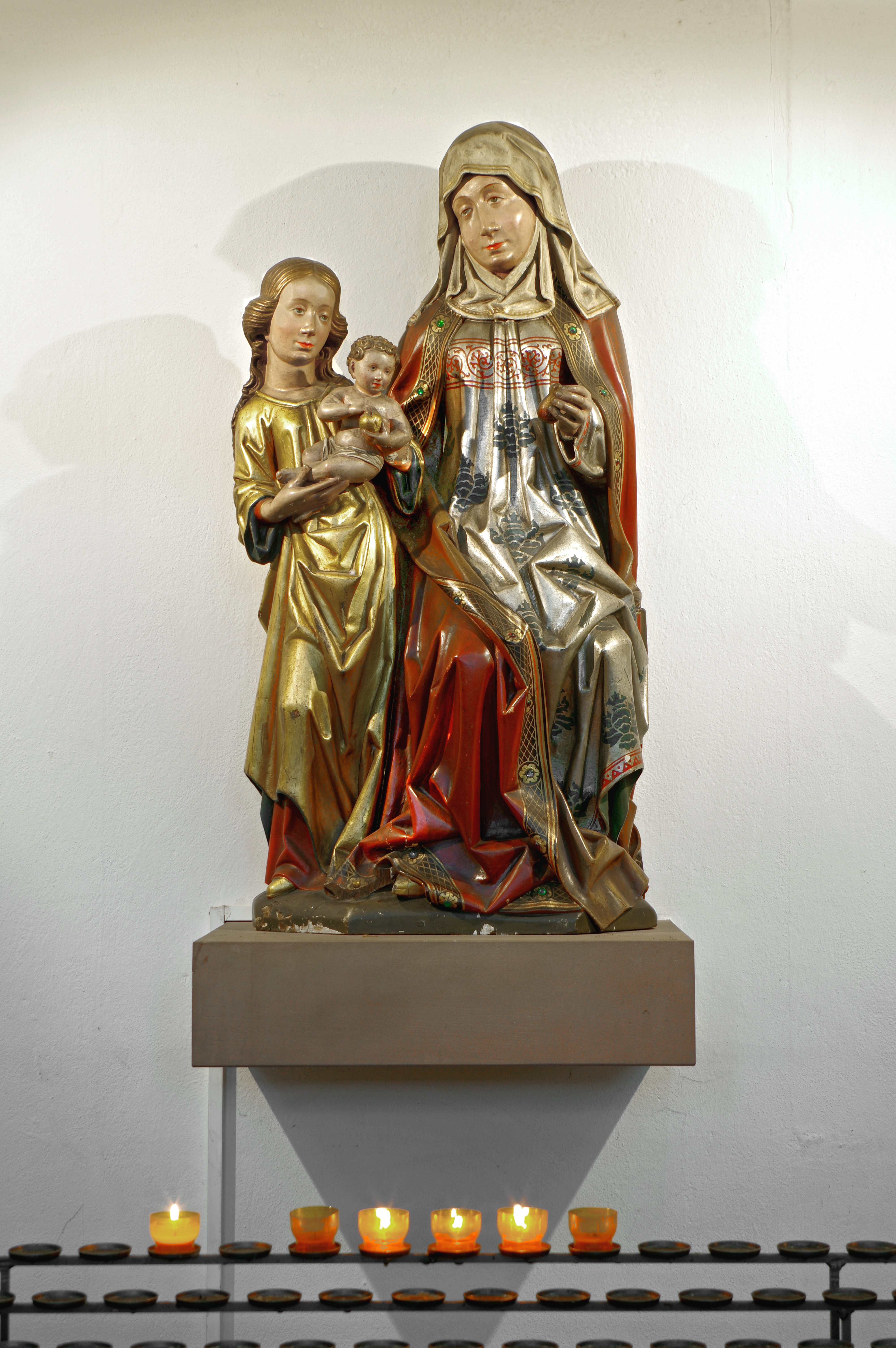
Anna Selbdritt
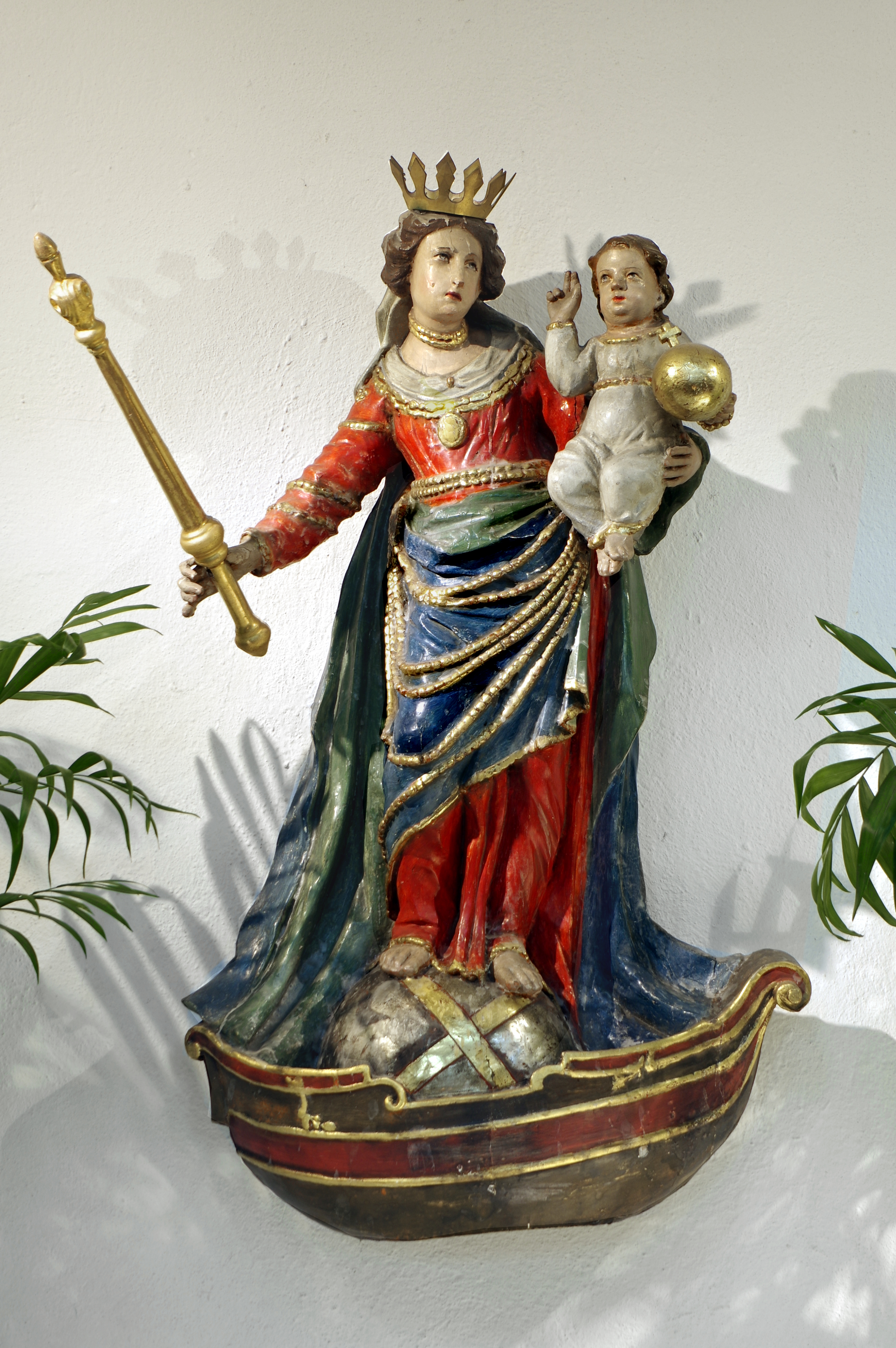
Schiffermadonna
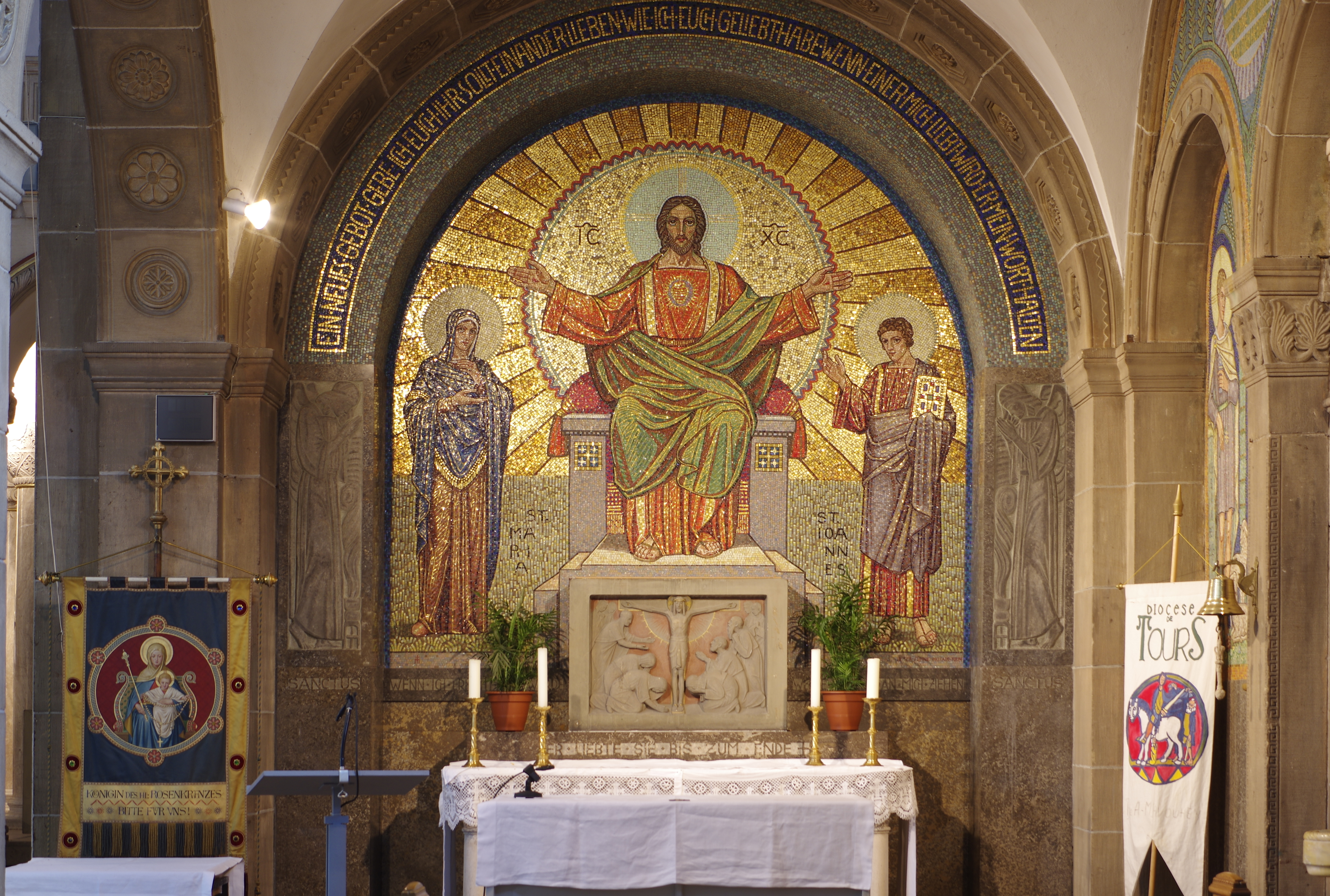
Herz-Jesu-Kapelle
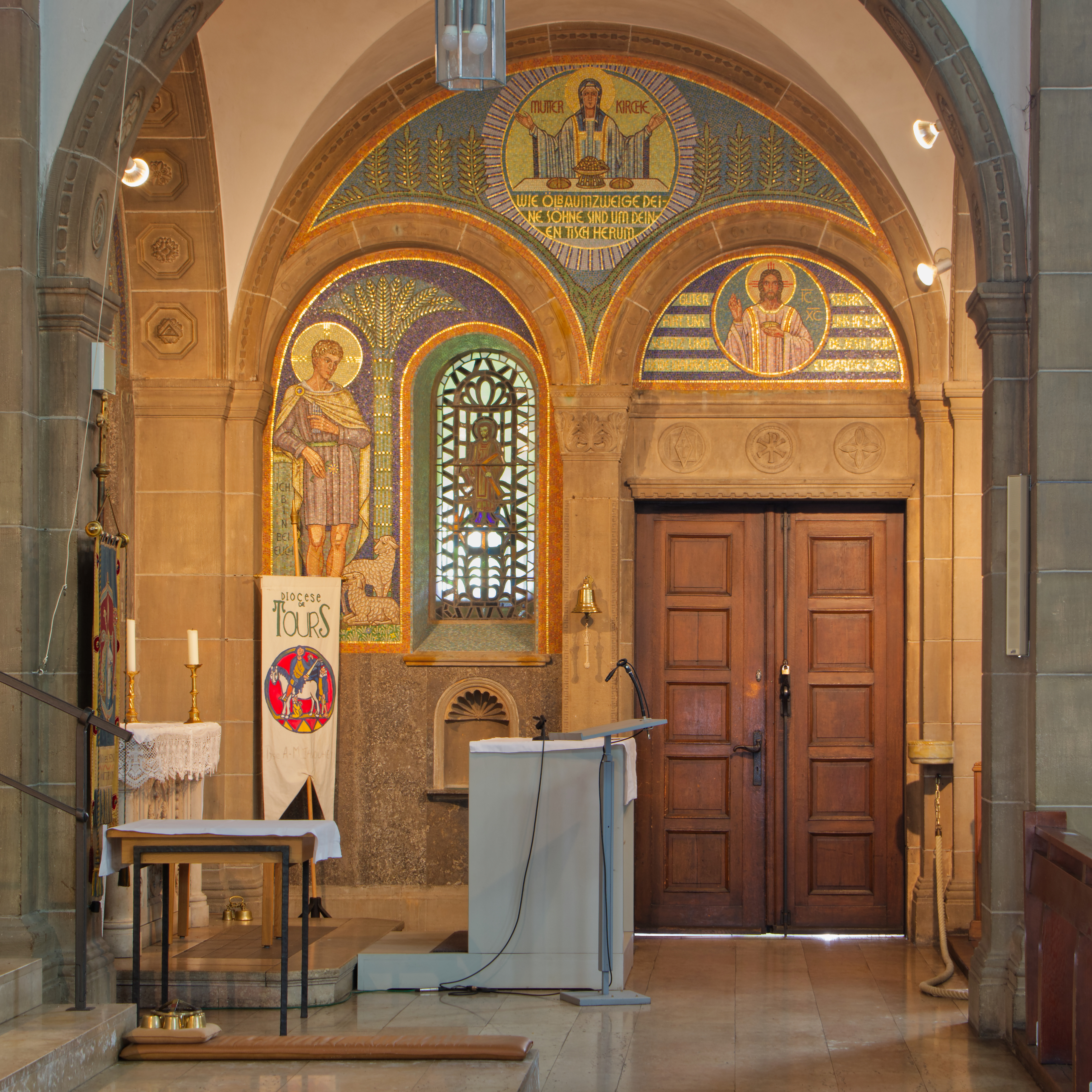
Herz-Jesu-Kapelle
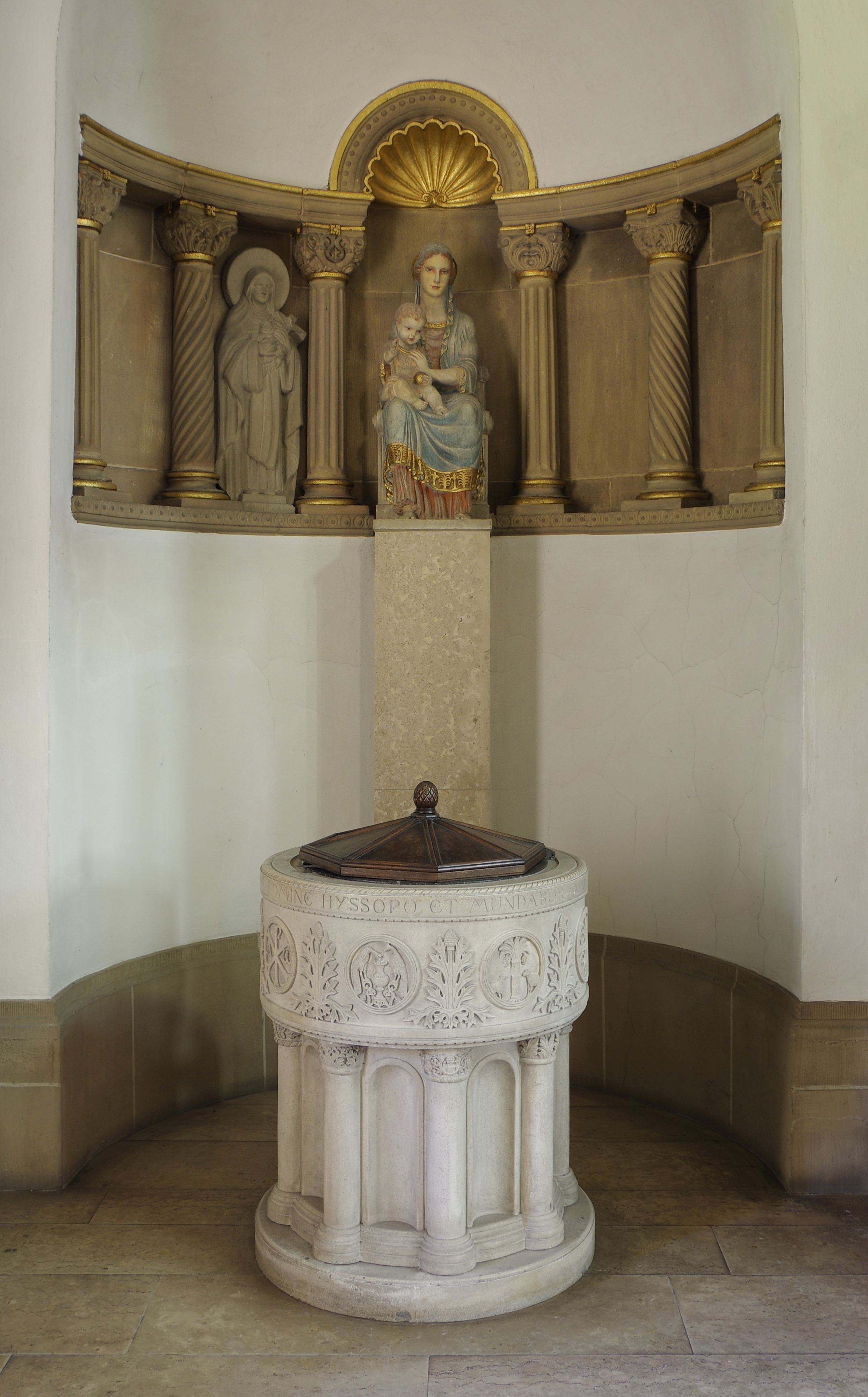
Taufkapelle

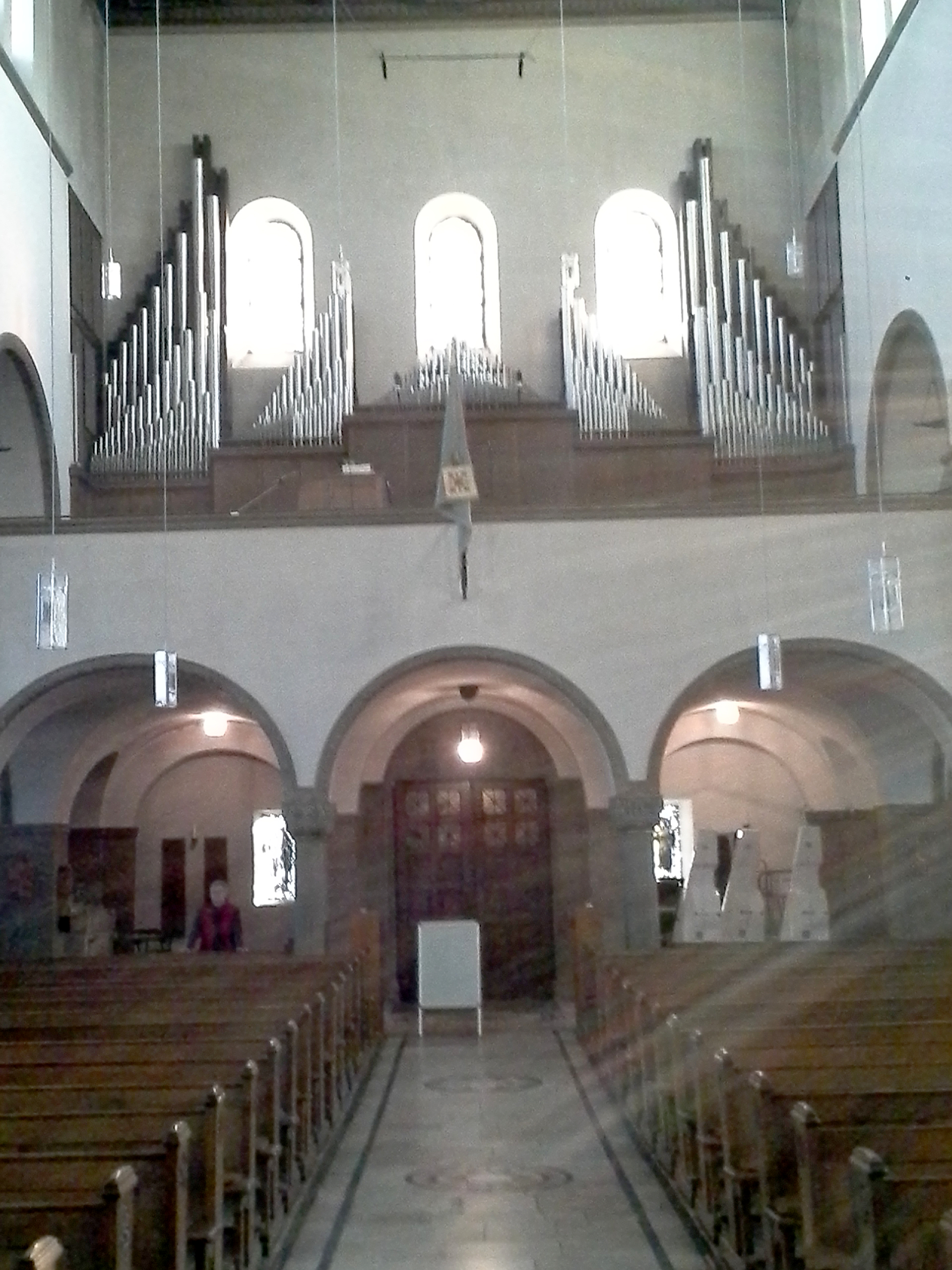
Blick auf die Orgel

Die Orgel wurde 1931 von Orgelbau Klais (Bonn) erbaut. Das Instrument hat 42 Register auf Kegelladen. Die Trakturen sind elektrisch. Für das 3. Manualwerk gibt es einen zweiten pneumatischen Spieltisch.
| I Hauptwerk C–g3 |                    |        |
| 1.               | Nachthorngedackt 0 | 16'    |
| 2.               | Principal          | 08'    |
| 3.               | Holzflöte          | 08'    |
| 4.               | Salicional         | 08'    |
| 5.               | Praestant          | 04'    |
| 6.               | Blockflöte         | 04'    |
| 7.               | Nasard             | 02 ⁄3' |
| 8.               | Gemshorn           | 02'    |
| 9.               | Mixtur IV          | 02'    |

| II Schwellwerk C–g3 |                   |    |
| 10.                 | Geigenprincipal 0 | 8' |
| 11.                 | Fernflöte         | 8' |
| 12.                 | Unda maris        | 8' |
| 13.                 | Octave            | 4' |
| 14.                 | Traversflöte      | 4' |
| 15.                 | Schweizerpfeife   | 2' |
| 16.                 | Nachthorn         | 1' |
| 17.                 | Sesquialter II    |    |
| 18.                 | Oboe              | 8' |
|                     | Tremulant         |    |

| III Brustwerk C–g3 |                    |        |
| 19.                | Rohrflöte          | 8'     |
| 20.                | Quintadena         | 8'     |
| 21.                | Singendprincipal 0 | 4'     |
| 22.                | Spitzflöte         | 4'     |
| 23.                | Flageolett         | 2'     |
| 24.                | Terz               | 1 3⁄5' |
| 25.                | Superquinte1       | 1⁄3'   |
| 26.                | Cymbel III-IV      | 1 ⁄3'  |
| 27.                | Krummhorn          | 8'     |

| IV Bombardwerk C–g3 |                     |        |
| 28.                 | Rohrgedackt         | 08'    |
| 29.                 | Großcornett III-V 0 | 02 ⁄3' |
| 30.                 | Bombarde            | 16'    |
| 31.                 | Trompete            | 08'    |
| 32.                 | Clairon             | 04'    |

| Pedalwerk C–f1 |                       |        |
| 33.            | Principalbaß          | 16'    |
| 34.            | Subbaß                | 16'    |
| 35.            | Zartbaß               | 16'    |
| 36.            | Octavbaß              | 08'    |
| 37.            | Baßflöte              | 08'    |
| 38.            | Choralbaß             | 04'    |
| 39.            | Rauschpfeife III-IV 0 | 02 ⁄3' |
| 40.            | Posaune               | 16'    |
| 41.            | Bombarde              | 16'    |
| 42.            | Baßtrompete           | 08'    |

- Koppeln: 9 Normalkoppeln, 9 Sub- und Superoktavkoppeln